# Folkedanse for violin og klaver
(Nordiske) Folkedanse for violin og klaver is een compositie van Niels Gade. Gade, zelf violist, schreef maar weinig werken voor dat muziekinstrument. Pas aan het eind van zijn (muzikale) leven kwamen zijn vioolconcert en Capriccio für Violine mit Orchester oder Clavierbegleitung. Die werken bleven net als deze (Noordse) Volksmuziek voor viool en piano vrijwel onbekend.
Van het werk is wel een opname bekend; die verscheen op het Deense platenlabel Kontrapunkt, doch de opname is in de 21e eeuw niet meer verkrijgbaar.